# Mammoth Jackstock

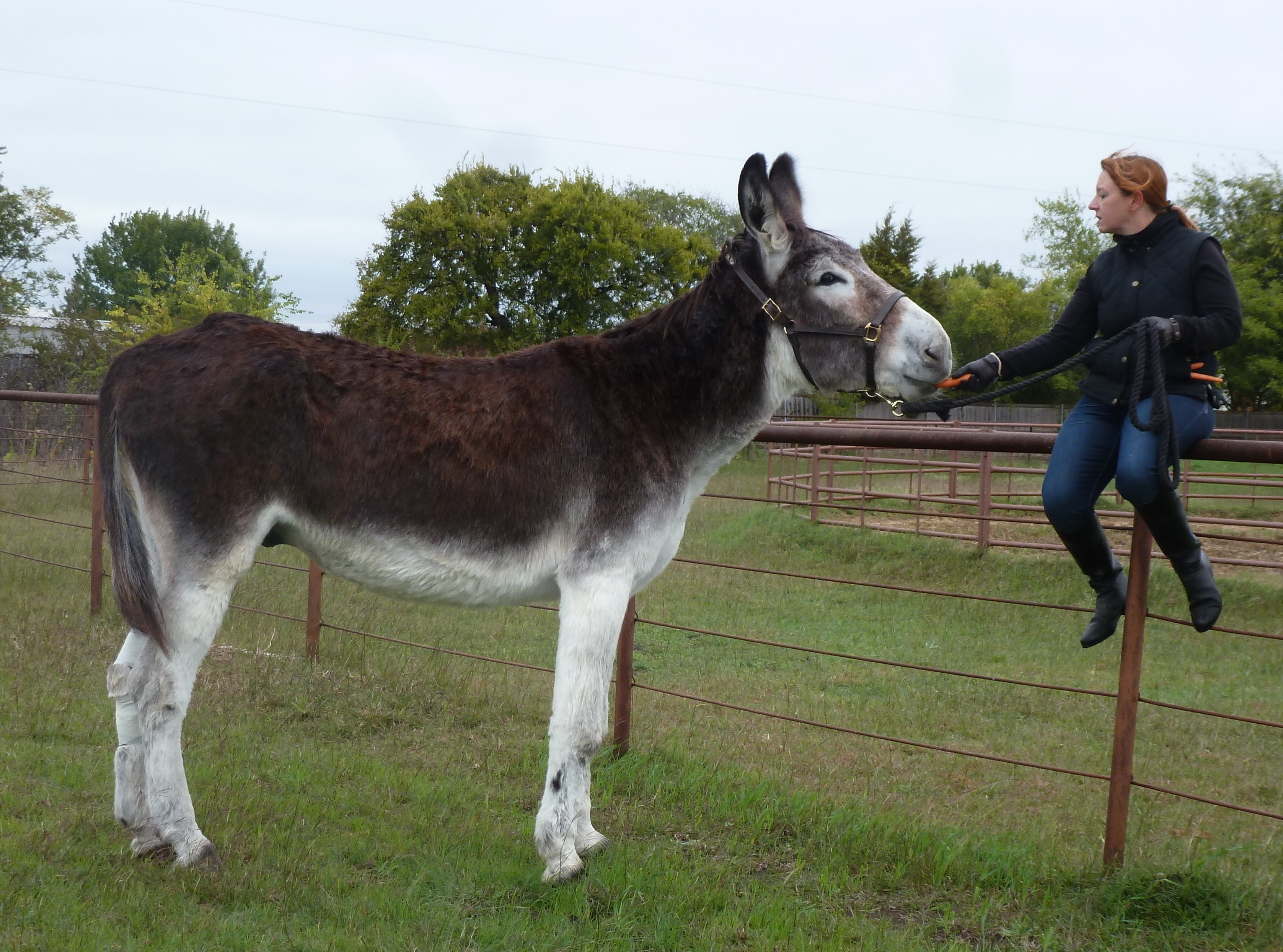
Un Mammoth Jackstock.

Il Mammoth Jackstock è una razza di asino originaria degli Stati Uniti. È una delle razze più grandi del mondo. Viene utilizzato soprattutto per la produzione di muli.

## Storia
Prima dell'arrivo dei pionieri non esistevano asini nel Nord America.
Vi arrivarono infatti solo nel 1500, con l'arrivo dei coloni europei che, spesso poveri, non potevano permettersi dei cavalli, ma dovevano accontentarsi di un animale molto più piccolo, frugale ed economico: l'asino, per l'appunto.
I primi asini trasportati in America erano delle stesse dimensioni degli esemplari di media stazza europei (ad esempio l'asino catalano, l'asino normanno, l'asino dei Pirenei, l'asino di Martina Franca, l'asino ragusano ecc.), ma già nel 1600, quando iniziò la conquista dell'Ovest americano, dovettero essere necessari asini di grossa taglia per due motivi:
- gli asini trasportavano sul loro dorso i bagagli dei pionieri; perciò più grande era l'animale, più era forte, e quindi poteva trasportare più peso, quindi le persone potevano permettersi viaggi più lunghi.
- un asino stallone di grande mole che si accoppia con una giumenta produce un grande mulo che, grazie alla sua stazza, può aiutare meglio un cavallo a trainare una carrozza.

Dunque, sotto la spinta delle conquiste, gli allevatori ebbero la premura di far accoppiare tra loro solo gli esemplari più grandi e forti. Venne così a crearsi una razza molto grande e molto forte, veloce ma anche estremamente adattabile, frugale e resistente alla fame, alla sete, al caldo e alla fatica, perfetta per la vita nel deserto.
La razza venne riconosciuta come tale nel 1934.

## Descrizione

### Dimensioni
Il Mammoth Jackstock è una delle razze asinine più grandi, generalmente classificato come il terzo asino più imponente dopo l'asino di Poitou e il grande nero di Berry.
I maschi, più grandi delle femmine, possono raggiungere gli 1,45 m di altezza al garrese ed essere lunghi fino a 1,95-2,00 m; generalmente però le dimensioni medie sono inferiori, essendo in media alto 1,25 m al garrese e lungo 1,70 m. Le femmine, più piccole, possono raggiungere i 130–132 cm alla spalla e i 184–186 cm di lunghezza, anche se normalmente non superano i 118 cm di altezza e 158–160 cm di lunghezza. Il peso medio si assesta sui 290 kg per i maschi e 240 kg per le femmine, con alcuni stalloni che hanno toccato i 350 kg (mentre la femmine più grande pesava 296 kg).

### Aspetto
Il Mammoth Jackstock ha un aspetto piuttosto slanciato (a dispetto della grande mole) per un asino.
La criniera è molto corta e dritta, a spazzola; le orecchie sono alte e grandi, e le zampe esili.

### Colore
Nel Mammoth Jackstock si possono osservare due tipi predominanti di colore:
- scuro, cioè di colore marrone scuro o nero; in parecchi esemplari di questo colore appaiono delle grandi macchie bianche sul mantello, tali da far apparire questi esemplari pezzati.
- grigio; sugli asini grigi è presente la croce di Santo Andrea, un paio di strisce nere, posizionate sulle spalle in modo da formare una croce. Questa caratteristica è comune alle altre razze asinine di colore grigio. In taluni Mammoth Jackstock grigi sono presenti delle strisce bianche che ricoprono buona parte del volto, le orecchie, la schiena, le zampe e le natiche.

Sia gli esemplari scuri che quelli grigi hanno il muso e il ventre bianco.

## Carattere

### Comportamento
Come tutti gli asini, anche il Mammoth Jackstock è, se bene addestrato, docile, calmo e servizievole; è dotato di una grande energia e vitalità, perciò si adatta molto bene a lavorare. Come tutti gli asini è anche molto affettuoso con tutti, ma in particolare con i bambini e soprattutto il padrone, al quale sarà sempre legato.

### Addestramento
L'addestramento di questa razza risulta più difficoltoso rispetto a quello necessario per altre razze asinine: essendosi sviluppato in un ambiente selvaggio come il Far West, il Mammoth Jackstock è più selvaggio e meno domabile in fase di addestramento delle altre razze; solo una mano decisa e ferma ma anche paziente e affettuosa potrà portare il giovane puledro agli ottimi risultati sopra descritti.